# Kraje ABC

Kraje ABC – termin używany niegdyś w celu opisania trzech najbogatszych państw Ameryki Południowej: Argentyny, Brazylii i Chile. Stosowany głównie w pierwszej połowie XX wieku, gdy państwa te współpracowały gospodarczo.

## Konferencja Krajów ABC – 1914
Podczas tej konferencji po raz pierwszy użyto sformułowania „Kraje ABC”. W Niagara Falls, w Kanadzie, spotkali się przedstawiciele USA, Brazylii, Argentyny oraz Chile i rozmawiali o rozwiązaniu sporu między Meksykiem a Stanami Zjednoczonymi.

## Pakt krajów ABC – 1915
15 maja 1915 przedstawiciele Brazylii, Argentyny oraz Chile spotkali się ponownie, aby podpisać traktat, mający na celu rozwijanie współpracy gospodarczej oraz nieagresji. Został opracowany, by zmniejszyć wpływy Stanów Zjednoczonych w Ameryce Południowej. Jego oficjalna nazwa to „Consultation, Non-Aggression and Arbitration Pact”.
Już w latach 1915–1930, gdy pakt nie był jeszcze podpisany przez Brazylię, Kraje ABC dotrzymywały jego postanowień.